# Cixius elbergi
Cixius elbergi är en insektsart som först beskrevs av Vilbaste 1980.  Cixius elbergi ingår i släktet Cixius och familjen kilstritar. Inga underarter finns listade i Catalogue of Life.